# 李聡
李 聡（り そう、1989年10月 - ）は、中華人民共和国の軍人（中校）、中国国家航天局の宇宙飛行士。中国共産党党員。

## 経歴
1989年10月、河北省邯鄲市峰峰矿区大社鎮で生まれる。1977年に中国人民解放軍空軍航空大学に入学した。2009年9月に中国人民解放軍入隊。2011年6月に中国共産党入党。2020年9月に中国第三回宇宙飛行士に入選した。2024年4月、神舟18号飛行任務乗組に入選した。

## 家族
- 父：李軍生[6][7]
- 母：陳興風[6][7]
- 妹：李娜娜[8][7]
- 妻：丁潔[9]